# Atanas Bornosuzov
Atanas Bornosuzov (n. 5 octombrie 1979, Plovdiv, Republica Populară Bulgaria) este un fotbalist bulgar care joacă pentru clubul de fotbal Hapoel Bnei Sakhnin FC pe postul de mijlocaș defensiv.